# Іспанське Марокко

Мапа північної зони у 1956

Іспанське Марокко (ісп. Protectorado Español de Marruecos ісп. вимова: [pɾoteɣtoˈɾaðo espaˈɲol de maˈrwekos] ( прослухати); араб. حماية إسبانيا في المغرب Ḥimāyat Isbāniyā fi-l-Mağrib) — територія на півночі Марокко, складова Іспанської імперії, яка в 1913–1956 роках перебувала в колоніальній залежності від Іспанії, згідно з Феським договором. Площа — 20.948 км², з котрих лише 14 % були придатні для ведення сільського господарства, іншу частину території займають гори та напівпустелі.
Площа протекторату становила близько 20,000 км2 (8 миля2).

## Територіальні межі
Територія іспанського протекторату Марокко включала північну частину Марокко (за винятком Сеути і Мелільї, які були у складі Іспанії з 16 і 15 століття, відповідно), сектор Тарфая, й Іфні. Столицею було місто Тетуан.
Іншою частиною країни керувала Франція, під назвою Французьке Марокко, також у 1912–1956 рр..
Місто Танжер було оголошено міжнародною зоною, хоча цей статус було припинено під час Другої світової війни, у час тимчасової окупації іспанськими військами. Від 14 червня 1940 року, під приводом, для захисту від італійського вторгнення.
Рифська республіка на чолі з лідером партизан Абд ель-Крим була сепаратистська держава, яка існувала в регіоні Ер-Риф 1921–1926 рр., коли вона була скасована спільною експедицією іспанської армії в Африці і французьких військ під час Рифської війни.

## Історія
Систему протекторату було створено під час Другої Іспанської Республіки. Офіційно підтримувалась ісламська правова система каді.
Марокканські євреї — сефарди, у великій кількості мешкали в цій частині Магрибу після вигнання з Іспанії і Португалії у 1492 р. і 1497 р., відповідно, після закінчення Реконкісти, мали розвинуту торгівлю та мали прибуток від вільного від податків Танжеру і торгової активності в цьому районі.
Громадянська війна в Іспанії почалася в 1936 р. з повстання іспанських військ в Марокко під командуванням Франциско Франко проти республіканського уряду. Ці війська стали основою національної армії, також увібрали значну кількість марокканських військ.
1956 року Французьке Марокко отримало незалежність, а Іспанія віддала більшість своїх територій, зберігши влади над суверенними територіями Іспанії (зокрема Сеута і Мелілья) та іншими колоніями за межами Марокко, як-от Іспанська Сахара.
Не бажаючи, це прийняти, Марокканська армія визволення 1958 року розпочала операцію, відому як війна Іфні, за місто Сіді-Іфні. За договором 1969 року це місто перейшло до Марокко, а Іспанія отримала певні торгові привілеї в місцевих портах.